# Ma'rifa
În sufism, ma'rifa (arabă: معرفة, transliterat ma‘rifah, ma'rifa, marifa, marifah), cu sensul de „cunoaștere”, se referă la cunoașterea intuitivă utilizată în scopul atingerii adevărului spiritual prin experiențe extatice.

## Semnificație
Termenul ma’rifa este un substantiv derivat de la ʼarafa (a cunoaște) și este utilizat cu înțelesul de „proces al revelațiilor”.
Căutătorul de ma'rifa este numit 'arif, "cel care știe" .
Este considerat sinonim parțial cu ʼilm, în sensul că reprezintă o cauză a recunoașterii și oferă cunoaștere (ʼilm) subiectului său.
Principalele conotații distinctive ale termenul ma’rifa față de ʼilm:
- în primul rând, ma’rifa reprezintă cunoaștere în sensul absolut al percepției (idrak), indiferent dacă se referă la concept sau la judecată;
- este percepția unui concept; în cazul unei judecăți raționale, se numește cunoaștere;
- constituie percepția a ceea ce este clar (basit), atât în cazul în care este un concept sau o judecată rațională legat de esență, cât și în cazul în care obiectul percepției sau al judecății raționale este complex (murakkab) [3].

Pe de alt parte, din perspectiva lexicologiei, percepția senzorială asupra obiectelor și a fenomenelor complexe poartă numele de cunoaștere. Din acest motiv, se utilizează sintagma ʼaraftu Allah, în loc de ʼalimtu Allah (Am cunoaștere despre Dumnezeu), divinitatea fiind o singură entitate. De aceea, obiectele și fenomenele percepute prin ma’rifa sunt simple, în timp ce acelea aflate în raport cu procesul cunoașterii sunt multiple (mutaʼddid) și compozite. Totodată, ma’rifa reprezintă cunoașterea specificului, noțiune (mafhum) sau verdict (hukum) și se aplică unui concept, spre deosebire de cuvântul cunoaștere, care se refer la un raționament. Un alt sens al termenului vizat este acela de probă sau indicație (dalil), ceea ce poartă denumirea de cunoaștere prin demonstrație (ma’rifa istidaliyya) .

## Ma’rifa și mistica
Din perspectivă mistică, ma’rifa este cunoașterea care nu admite îndoiala (shakk), obiectul acesteia fiind esența divinității și a atributelor sale. Cunoașterea esenței constă în conștientizarea existenței lui Creatorului (mawdjud), singur (wahid) și unic (fard). Ma’rifa se refer la revelarea unui aspect al invizibilului, astfel încât Dumnezeu se manifestă și este dovedit simultan prin semne ascunse .

## Ma’rifa în sufism
Este considerată una dintre cele trei căi (tariqat) ale stării mistice, alături de aceea a ‘fricii’ (makhafa) sau a ‘purificării’ și aceea a ‘iubirii’ (mahabbah) sau a sacrificiului .
Ma'rifa este una dintre cele Patru porți ale sufismului:
- Sharia (arabă: شريعة‎) : calea legislativă;
- Tariqa (arabă:طريقة‎) : calea mistico-ezoterică;
- Haqiqa (arabă:حقيقة‎) : calea adevărului mistic;
- Ma'rifa (arabă: معرفة‎) : calea cunoașterii mistice.

În această tradiție mistică, termenul este legat de revelația lui David despre Dumnezeu, de Coran și de Hadith. Cogniția a fost comparată cu imaginea lui Dumnezeu percepută într-o altă viață și interconexată cu variatele condiții pe care adeptul sufismului le poate întâlni pe cale. Ma’rifa presupune abolirea sinelui la nivelul sufletului, a afectelor și a spiritului. Ma’rifa este considerată autentică numai atunci când ființa umană nu mai prezintă nicio urmă de independență, dispensându-se de divinitate. Totodată, cogniția depinde și de teama reverențială față de divinitate, modestie (haya) și initimitate cu Dumnezeu (uns), considerându-se că acela care îl cunoaște pe Creator este în intimitate (anasa) cu acesta .

## Ma’rifa în viziunea lui Ibn Arabi
Cu toate că nu face distinția între cunoaștere și cogniție, Ibn Arabi menționează extistența a trei tipuri de cunoaștere (maratib al-ulum): a intelectului, prin simțuri (dhawk) și cunoașterea lucrurilor secrete (ulum al-asrar), prerogativă a profetului și a sfinților, ale cărei particularități corespunde ma’rifa .

## Ma’rifa și goza
În mod frecvent, ma’rifa a fost tradus ca gnoză, termen care nu mai are exclusiv semnificația de cunoaștere, ci se referă la o serie de sisteme de credință care prezintă o serie de trăsături comune, cum ar fi mânturea prin cogniție. Aceeași noțiune se regsește, însă, în cadrul unor sisteme filosofice inspirate de Platon și neoplatonicieni. Din acest motiv, traducerea termenului prin gnoză este considerată eronată .